# Пасіченко Олександр Петрович
Олекса́ндр Петро́вич Пасіче́нко — командир 25-ї бригади транспортної авіації в Мелітополі, льотчик-інструктор першого класу, полковник Збройних сил України.

## Життєпис
У 2009 році був у складі льотчиків, що брали участь у українсько-данській операції «Козаки на кризі» — мали доправити майже 700 000 літрів палива з авіабази Туле на станцію «Норд».
2012 року здійснював польоти в Гренландію у спільній дансько-українській операції з доставлення палива — «Північний сокіл-2012», групу очолював полковник Олександр Кулібаба.
Брав участь в українській миротворчій місії у Ліберії, 2013 року з Миколаєва на Іл-76МД Збройних сил України разом з Дмитром Мимриковим доставив військову техніку та інше військово-технічне майно в аеропорт «Робертсфілд» — для 56-го окремого вертольотного загону.
2014 року брав участь в арктичній українсько-данській операції «Північний сокіл-2014» — перевезення палива та вантажів на острів Гренландія. Дії українських льотчиків на станції «Норд» високо оцінив начальник Генерального штабу Збройних сил Королівства Данія генерал Петер Бартрам.

## Нагороди
2 серпня 2014 року — за особисту мужність і героїзм, виявлені у захисті державного суверенітету та територіальної цілісності України, вірність військовій присязі під час російсько-української війни, відзначений — нагороджений орденом Богдана Хмельницького III ступеня.